# Ivica Kralj
Ivica Kralj (Tivat, 26. ožujka 1973.), bivši je crnogorski nogometni vratar.
Za reprezentaciju SiCG je odigrao 41 utakmicu.
U dresu reprezentacije SRJ debitirao je 1996. godine u utakmici protiv Argentine. Debitirao je na klupi Partizana u čuvenoj utakmici protiv Celtica, u Glasgowu, 27. rujna 1989. godine, u okviru Kupa pobjednika kupova. Dana 30. srpnja 1997. U uzvratnoj kvalifikacijskoj utakmici lige prvaka u Zagrebu sudjelovao u visokom porazu od tadašnje Croatie braneći za Partizan. Utakmica je završila rezultatom 5:0.
Živi sa suprugom Draganom i imaju kćer Saru.

## Vanjske poveznice
- Basic info on Kralj